# 季莫诺沃农村居民点
季莫诺沃农村居民点（俄语：Тимоновское сельское поселение）是俄罗斯联邦别尔哥罗德州瓦卢伊基区所属的一个农村居民点。其下辖有6个居民点，行政中心为季莫诺沃。据2016年统计，该农村居民点的人口为1624人。